# Sabrina Le Beauf
Sabrina Le Beauf (New Orleans (Louisiana), 21 maart 1958) is een Amerikaanse actrice.
Le Beauf studeerde drama aan de Yale-universiteit, waar ze klasgenoot was van Angela Bassett. Ze groeide op in Los Angeles. Le Beauf maakte in 1984 haar acteerdebuut als oudste dochter Sondra Huxtable Tibideaux in de sitcom The Cosby Show. Ze had deze rol bijna niet gekregen, omdat ze 'maar' tien jaar jonger was dan Phylicia Rashad, die haar moeder Clair Huxtable speelt in de serie. Le Beauf bleef tot en met de laatste aflevering (1992) te zien in The Cosby Show. Dat was in het geval van haar personage minder afleveringen dan de andere leden van de familie omdat Sondra het enige kind was dat al uit huis was.
Le Beauf verscheen behalve in The Cosby Show in eenmalige of tweevoudige (gast)rollen in series als Hotel, The Sinbad Show en Star Trek: The Next Generation. Ze speelde van 2004 tot en met 2005 'Norma Bindlebeep' in 26 afleveringen van Fatherhood en was in 2009 te zien in de dramafilm The Stalker Within.
Le Beauf werd na haar acteercarrière interieurarchitect.
Van 1989 tot en met 1996 was ze getrouwd met Michael Reynolds.
- Bibliothèque nationale de France: cb16751460f (data)
- International Standard Name Identifier: 0000 0000 4498 3548
- Library of Congress Control Number: no2005109521
- SNAC: w6hn3776
- Virtual International Authority File: 76058556
- WorldCat: E39PBJxhpjHc6vbm448dqRv4MP